# 国際連合安全保障理事会決議297
国際連合安全保障理事会決議297（こくさいれんごうあんぜんほしょうりじかいけつぎ297、英: United Nations Security Council Resolution 297）は、1971年9月15日に国際連合安全保障理事会で採択された決議である。カタールによる国際連合への加盟申請を検討した上で、国際連合総会に対して承認勧告を行った。